# Phacelia dalesiana
Phacelia dalesiana är en strävbladig växtart som beskrevs av Howell. Phacelia dalesiana ingår i Faceliasläktet som ingår i familjen strävbladiga växter. Inga underarter finns listade i Catalogue of Life.